# Mirisavi stolisnik
Mirisavi stolisnik (nekrilasti jezičac, zelenkasti stolisnik, lat. Achillea odorata), vrsta trajnice iz porodice glavočika. Rasprostranjena je po zapadnom Mediteranu: Francuska, Španjolska, Alžir i Maroko, a ima je i u Hrvatskoj.

## Sinonimi
- Achillea microphylla Willd.
- Achillea odorata var. masclansii P.Monts.
- Achillea pectinata Lam.
- Achillea pubescens Willd.
- Achillea punctata Ten.
- Achillea punctata Ten. ex Fenzl
- Millefolium odoratum Fourr.

- A. odorata
- A. odorata